# Novovysochenski
Novysochenski (del ruso: Нововысоченский) es un jútor del raión de Kushchóvskaya del krai de Krasnodar, en Rusia. Está situado en las llanuras de Kubán-Priazov, junto a la frontera del óblast de Rostov, a orillas de un subafluente del río Mókraya Chuburka por el Chuburka, 28 km al noroeste de Kushchóvskaya y 197 km al norte de Krasnodar, la capital del krai. Tenía 287 habitantes en 2010
Pertenece al municipio Srednechuburkskoye.